# Catalonia Open WTA 125
El Catalonia Open WTA 125 és un torneig de tennis professional que es disputa anualment sobre terra batuda a Catalunya, dins la categoria WTA 125. Es celebra al mesos d'abril-maig, coincidint amb la segona setmana del Mutua Madrid Open.
La primera edició del torneig es va celebrar l'any 2023 en el Club Tennis Reus Monterols a Reus però amb la intenció que la seu fos itinerant per terres catalanes. La directora del torneig fou la extennista catalana Laura Pous Tió.

## Palmarès

### Individual femení
| Localització | Any  | Campiona           | Finalista         | Resultat         |
| ------------ | ---- | ------------------ | ----------------- | ---------------- |
| Vic          | 2025 | Dalma Galfi        | Rebeka Masarova   | 6−3, 6−0         |
| Lleida       | 2024 | Kateřina Siniaková | Mayar Sherif      | 6−4, 4−6, 6−3    |
| Reus         | 2023 | Sorana Cîrstea     | Elizabeth Mandlik | 6−1, 4−6, 7−6(1) |

### Dobles femenins
| Localització | Any  | Campiones                        | Finalistes                    | Resultat    |
| ------------ | ---- | -------------------------------- | ----------------------------- | ----------- |
| Vic          | 2025 | Bianca Andreescu Aldila Sutjiadi | Leylah Fernandez Lulu Sun     | 6−2, 6−4    |
| Lleida       | 2024 | N. Melichar-Martinez Ellen Perez | Mayar Sherif Katarzyna Piter  | 7−5, 6−2    |
| Reus         | 2023 | Storm Hunter Ellen Perez         | Alexa Guarachi Erin Routliffe | 6−1, 7−6(8) |